# Кадар, Иштван
Иштван Кадар (венг. Kádár István; род. 1963, Тыргу-Муреш, Румыния) — венгерский скрипач.
Учился в Бухаресте, играл в нескольких германских оркестрах, с 1981 г. живёт в Венгрии. Завершил своё музыкальное образование в Будапештской музыкальной академии имени Листа у Петера Комлоша и Белы Банфалви. В 1988—1992 гг. был концертмейстером Венгерского симфонического оркестра. С 1992 г. выступает как солист с Будапештским фестивальным оркестром и как камерный музыкант в составе фортепианного трио Aperto.